# Isabela Merced
Isabela Merced   (Cleveland, 10 de juliol de 2001), anteriorment coneguda com a Isabela Moner, és una actriu i cantant estatunidenca d'origen peruà.

## Biografia
És filla de Katherine, nascuda a Lima a Perú, i de Patrick Moner nascut a Louisiane. Isabela és la segona d'una família de tres fills i té dos germans. El més gran es diu Jared i el més jove és Gyovanni. Isabela sempre s'ha considerat més peruana que estatunidenca. A 15 anys, entra a l'institut.
Amb 10 anys, debuta a Broadway a la producció d′Evita on canta amb Ricky Martin en espanyol.
Des de 2014, Isabela interpreta el paper principal de CJ Martin a la sèrie de televisió 100 Things to Do Before High School. Interpreta la cançó Brand New Day a la sèrie.
L'any 2015, apareix al telefilm Adam i els seus clons de Nickelodeon.
L'any 2016, Michael Bay li ofereix el paper femení secundari al seu film Transformers: The Last Knight, 5è film de la sèrie Transformers.
Després haver treballat sota la direcció de Michael Bay, obté un paper a un film d'autor sota la direcció de Stefano Sollima: Sicario: Day of the soldado, continuació del Sicario realitzat dos anys abans per Denis Villeneuve, que és el productor d'aquest segon lliurament.
El maig de 2018, Michael Bay anuncia oficialment haver escollit la jove actriu per encarnar el personatge de Dora l'exploradora a la seva versió filmada dels famosos dibuixos animats.

### Vida privada
L'abril de 2016, Isabella surt amb l'actor Jace Norman que ha conegut a 100 Things to Do Before High School però trenquen el novembre del mateix any.

## Filmografia

### Cinema
- 2013: The House That Jack Built, de Henry Barrial: Nadia jove
- 2015: Adam i els seus clons (TV), de Scott McAboy: Lori Collins
- 2016: Legends of the Hidden Temple: Sadie
- 2016: Middle School: The Worst Years of My Life de Steve Carr: Jeanne Galletta
- 2017: Transformers: The Last Knight, de Michael Bay: Izabella
- 2017:  The Nut Job 2: Nutty by Nature, de Cal Brunker: Heather (veu)
- 2018: Sicario: Day of the Soldado de Stefano Sollima: Isabela Reyes
- 2019: Dora and the Lost City of Gold de James Bobin: Dora
- 2024: Alien: Romulus de Fede Alvarez: Kay
- 2025: Superman de James Gunn: Kendra Saunders / Hawkgirl

### Televisió
- 2012: The Next Big Thing: NY: ella mateixa
- 2014: Growing Up Fisher: Jenny (7 episodis)
- 2014: Dora and Friends: Into the City!: Kate
- 2014 - 2016: 100 Things to Do Before High School: CJ Martin
- 2015: Piper's Picks TV: ella mateixa
- 2017: Entertainment Tonight: ella mateixa

## Premis
- 2016: Imagen Award a la millor jove actriu en televisió per a 100 Things to Do Before High School[14]